# Maixent du Poitou
Pour les articles homonymes, voir Maixent et Saint-Maixent.
Maixent du Poitou  († vers 515) ou Maxence (en latin Adjutor Maxentis), originaire d'Agde, fut abbé dans le Poitou.
C'est un saint fêté par l'Église le 26 juin. 

## Histoire et tradition
Venu d'Agde dans le Languedoc, Adjutor fut attiré par la renommée de saint Hilaire à Poitiers et entra au monastère homonyme dirigé par saint Agapit. Il prend alors le nom de Maixent. Il en devint l'abbé à son tour vers 500. Il meurt en vers 515. Ses reliques furent emportées par les moines en 866, à l'approche des Vikings. Elles revinrent au monastère au début du Xe siècle. Au XIe siècle, un sanctuaire est dédié au saint autour duquel se développe la ville de Saint-Maixent-l'École.

## Culte en Auvergne
Une église Saint-Adjutor desservait le faubourg des Gras du Clermont médiéval et se trouvait dans l'actuelle rue Saint-Adjudor de Clermont-Ferrand. Bâtie au VIe siècle, elle était dédiée à saint Maxence. Ce dernier étant nommé dans les titres latins des Xe et XIe siècles sanctus Adjutor Maxentis, les locaux le nommèrent Adjutor dans les actes tant en occitan auvergnat (prononcé « Adjutou ») qu'en français par la suite. L'église perdura jusqu'à 1791 et fut revendue en 1793 à un maçon clermontois nommé Martin Bonnet qui la transforma en grange.

## Communes
Les communes ayant rendu hommage à Maixent sont : 
- Maxent, commune de l'Ille-et-Vilaine (Bretagne)
- Saint-Maixent, commune de la Sarthe (Pays de la Loire)
- Saint-Maixent-de-Beugné, commune des Deux-Sèvres (Nouvelle-Aquitaine)
- Saint-Maixent-l'École, chef-lieu de canton des Deux-Sèvres (Nouvelle-Aquitaine)
- Saint-Maixent-sur-Vie, commune de Vendée (Pays de la Loire)
- Saint-Maxent, commune de la Somme (Hauts-de-France)
- Saint-Adjutory, commune de Charente (Nouvelle-Aquitaine)

## Lieux de religion
Les lieux religieux en l'honneur de Maixent sont les suivants : 
- Église Saint-Maixent d'Ancy-le-Libre, dans l'Yonne
- Église Saint-Maixent d'Empuré, en Charente
- Église Saint-Maixent de Pamproux, dans les Deux-Sèvres
- Église Saint-Maixent de Saint-Maixent, dans la Sarthe
- Église Saint-Maixent de Saint-Maixent-sur-Vie, en Vendée
- Église Saint-Maixent de Souché (Niort), dans les Deux-Sèvres
- Église Saint-Maixent de Veigné, dans l'Indre-et-Loire
- Église Saint-Maxent de Maxent, dans l'Ille-et-Vilaine
- Église Saint-Maxent de Tours-en-Vimeu, dans la Somme
- Fontaine Saint-Maxent de Maxent, dans l'Ille-et-Vilaine
- Église Saint-Maixent de Brissy-Hamégicourt dans l'Aisne
- Église Saint-Maixent de Saint-Adjutory, en Charente
- Église Saint-Maixent de Vitrac-Saint-Vincent, en Charente